# Макнейр, Джон
Джон Баббитт Макнейр (англ. John Babbitt McNair; 20 ноября 1889, Андовер, Виктория, Нью-Брансуик — 14 июня 1968, Фредериктон, Нью-Брансуик) — канадский юрист и государственный деятель. Премьер-министр Нью-Брансуика (1940—1952, от либералов), председатель Верховного апелляционного суда Нью-Брансуика (1955—1964) и лейтенант-губернатор Нью-Брансуика (1965—1968), один из первых компаньонов ордена Канады.

## Биография
Родился в ноябре 1889 года в Андовере (Нью-Брансуик) в семье Джеймса Макнейра и Фрэнсис Энн Льюис. Окончил начальную школу Андовера и Объединённую школу Флоренсвилла, после чего в 1907 году поступил в Университет Нью-Брансуика, где проучился четыре года, получив степень бакалавра искусств. За это время был отмечен многочисленными наградами за отличную учёбу, включая Премию лейтенант-губернатора. Как родсовский стипендиат получил возможность продолжить образование в Окфордском университете, где также учился с отличием и получил степень бакалавра искусств в 1913 и бакалавра гражданского права в 1914 году.
С началом Первой мировой войны пошёл добровольцем в армию и принимал участие в боях во Франции и Германии в составе Канадского экспедиционного корпуса. Вышел в отставку в звании лейтенанта. В 1919 году вернулся в Нью-Брансуик и после сдачи экзаменов на адвокатскую лицензию присоединился к юридической конторе Дж. Дж. Ф. Уинслоу во Фредериктоне. В следующие 15 лет создал себе хорошую профессиональную репутацию, в 1935 году получив статус королевского адвоката. В этот же период активно участвовал в работе различных общественных и религиозных организациях и в 1932 году занял должность президента Либеральной ассоциации Нью-Брансуика, в которой оставался до 1940 года. В 1921 году Макнейр женился на Мэри Макгрегор Крокет, родившей ему трёх дочерей и сына. Летом 1935 года он сыграл важную роль в избрании Эллисона Дайсарта премьером Нью-Брансуика. Сам Макнейр на этих же выборах стал депутатом Законодательного собрания Нью-Брансуика от графства Йорк и занял в кабинете Дайсарта пост генерального прокурора.
В провинциальном парламенте Макнейр зарекомендовал себя как талантливый оратор и в целом считался наиболее способным министром в правительстве Дайсарта, официально исполняя обязанности премьер-министра во время его частых болезней. На выборах осенью 1939 года он потерпел поражение в графстве Йорк, но был доизбран в Законодательное собрание на специальных выборах в графстве Виктория в январе 1940 года. Вскоре после этого премьер-министр Дайсарт объявил об уходе из политики, и Макнейр занял его пост. Он сохранил за собой портфель генерального прокурора и в разные периоды пребывания у власти возглавлял также министерство здравоохранения и трудоустройства и министерство земельных угодьев и горнодобывающей промышленности. Несмотря на сложности военных лет, кабинет Макнейра сумел несколько лет подряд завершить финансовый год с профицитом бюджета. Большое внимание правительство Макнейра уделяло развитию сельских районов провинции, реализовав масштабную программу их электрификации и добившись улучшений в образовательном процессе. При Макнейре были лучше налажены гражданские службы, централизованы правительственные учреждения и Комиссия по электрической энергии Нью-Брансуика. В 1943 году либеральный кабинет провёл в Законодательном собрании закон о гражданских службах, гарантировавший государственным служащим право на постоянное трудоустройство.
В 1944 году Макнейр стал первым политиком в Канаде, поручившим проведение своей избирательной кампании профессиональному рекламному агенстству. Эта кампания увенчалась крупным успехом либералов, получивших в Законодательном собрании подавляющее большинство (все остальные партии получили лишь 5 мандатов). Сам премьер-министр был переизбран в парламент от графства Йорк. В послевоенные годы в либеральном кабинете было создано министерство промышленности и реконструкции, задачей которого было облегчение перевода экономики провинции с военных на мирные рельсы. Кабинет Макнейра ввёл ряд новых программ социальной помощи и начал модернизацию железнодорожного сообщения. На выборах 1948 года либералы Нью-Брансуика одержали победу, по убедительности сопоставимую с успехом четырёхлетней давности, и Макнейр оставался премьером до 1952 года, когда его партия потерпела поражение на очередных провинциальных выборах.
После поражения на выборах вернулся к юридической практике. Летом 1955 года назначен судьёй Верховного апелляционного суда Нью-Брансуика, а в октябре того же года стал его председателем. Оставался на этом посту до 1964 года, когда вышел на пенсию по достижении предельного возраста. В эти годы занимал также ряд общественных должностей, в том числе как член сената Университета Нью-Брансуика. В 1957 году также возглавлял коронную комиссию по изучению финансового состояния Ньюфаундленда.
Вскоре после того, как Макнейр занял пост премьера, здоровье его жены Мэри резко ухудшилось, и в дальнейшем она много времени проводила в больницах. Она скончалась в 1961 году, и два года спустя Макнейр женился вторично на Маргарет Джонс. В июне 1976 года, в возрасте 76 лет, назначен лейтенант-губернатором Нью-Брансуика и оставался на этом посту до января 1968 года, когда подал в отставку из-за ухудшившегося состояния здоровья. Скончался менее чем через полгода после этого, в июне 1968 года.

## Признание заслуг
Джон Макнейр был удостоен степени почётного доктора права от Университета Нью-Брансука (1938) и Университета Маунт-Эллисон (1951). В июле 1967 года он стал одним из первых людей, награждённых орденом Канады, став его компаньоном — высшая степень ордена, — однако официальная церемония награждения, назначенная на 23 сентября 1968 года, состоялась уже после его смерти. В 1998 году почта Канады в серии «Премьер-министры канадских провинций» выпустила марку с портретом Джона Макнейра.